# Rhynchium oculatum
Rhynchium oculatum är en stekelart som först beskrevs av Fabricius 1781.  Rhynchium oculatum ingår i släktet Rhynchium och familjen Eumenidae.

## Underarter
Arten delas in i följande underarter:
- R. o. hebraeum
- R. o. adenense
- R. o. distinguendum
- R. o. ibericum
- R. o. leviscutis